# Нарис історії Ліфляндії, Естляндії і Курляндії
«Нарис історії Ліфляндії, Естляндії і Курляндії» (нім. Grundriss der Geschichte Liv-, Est- und Kurlands) — дослідження німецького історика Леоніда Арбузова, присвячене історії країн Балтії. Видане восени 1889 року, в Мітаві, німецькою мовою. Перевидавалося декілька разів: в 1890, 1908, 1918 роках. Одна з перших фундаментальних праць з історії краю. Описує події від палеоліту до XVII століття. Містить історичну карту балтійського регіону. 1912 року третє видання було перекладене російською мовою Товариством історії й старожитностей Прибалтійського краю в Ризі.

## Видання
- Arbusov, Leonid. Grundriss der Geschichte Liv-, Est- und Kurlands. — Mitau: E. Behre, 1890.
- Arbusov, Leonid. Grundriss der Geschichte Liv-, Est- und Kurlands. — Mitau-Riga, 1908.
- Arbusov, Leonid. Grundriss der Geschichte Liv-, Est- und Kurlands. — Riga: Jonck und Poliewsky, 1908.
- Arbusov, Leonid. Grundriss der Geschichte Liv-, Est- und Kurlands. — Riga: Jonck und Poliewsky, 1918.
- Arbusov, Leonid. Grundriss der Geschichte Liv-, Est- und Kurlands. —  1972.
- Arbusov, Leonid. Grundriss der Geschichte Liv-, Est- und Kurlands. —  Nabu Press, 2010.
- Арбузов Л.А., Очерк истории Лифляндии, Эстляндии и Курляндии —  С.-Петербург, 1912.